# Gabriel François Le Jay
Pour les articles homonymes, voir Lejay.
Gabriel François Le Jay est un jésuite français né à Paris en 1657 et mort dans la même ville en 1734. 
Après avoir fait ses études chez les jésuites, il se fit admettre dans cet ordre, et pendant plus de trente ans il professa la rhétorique dans divers collèges de Paris, notamment à Louis-le-Grand, où il eut Voltaire pour élève. On raconte à ce sujet que, l’élève ayant soumis à son professeur une objection embarrassante, celui-ci s’écria : « Va, malheureux ! tu porteras un jour l’étendard du déisme en France. » 

## Œuvres
Lejay a laissé, entre autres œuvres : Triomphe de la religion sous Louis le Grand, représenté par des inscriptions et des devises (Paris, 1687, in-12) ; La véritable sagesse, ou Considérations pour tous les jours de la semaine, livre ascétique, traduit de l'italien du P. Segneri ; trois tragédies latines sur Joseph ; Daniel, Damoclès, Abdotouyme, drames; Timandre, pastorale en l’honneur de Philippe V.

## Source
« Gabriel François Le Jay », dans Pierre Larousse, Grand dictionnaire universel du XIXe siècle, Paris, Administration du grand dictionnaire universel, 15 vol., 1863-1890 [détail des éditions].